# Roxana
Roxana (baktrisk: Roshanak, oversat "lille stjerne") gift med Alexander den Store, var født tidligere end året 343 f.Kr. selv om datoen er usikker. Datter af en baktrisk adelsmand Oxyartes. Hun giftede sig med Alexander i 327 f.Kr., efter han havde fanget hende ved overtagelsen af fæstningen Sogdian. Ægteskabet blev set som politisk, selv om man har kilder der beskriver Alexanders kærlighed til Roxana. Roxana rejste med Alexander på hans erobringstogt i Indien i 326 f.Kr. Hun fødte Alexanders søn, senere kaldt for Alexander IV Aegus. Efter Alexanders pludselige død i Babylon i 323 blev hun og hendes søn ofre for politiske intriger ved sammenbruddet af Alexanders rige. De blev beskyttet af Alexanders mor Olympias; hun blev dog snigmyrdet af regenten Kassander, og i 316 f.Kr. søgte han tronen. Men da Alexander IV var legitim arving til tronen, blev han myrdet sammen med sin moder Roxana i ca. 310 f.Kr..